# Турчинович-Выжникевич, Владислав Иванович
Владислав Иванович Турчинович-Выжникевич (4 ноября 1865 — 16 января 1904) — российский учёный-ветеринар и бактериолог, исследователь чумы и сапа.

## Биография

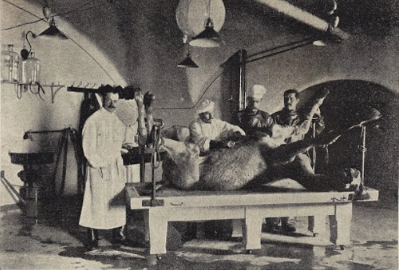
В. И. Турчинович-Выжникевич на вскрытии зачумлённого верблюда в операционной противочумной лаборатории

В 1889 году окончил Харьковский ветеринарный институт, с 1893 года работал под началом профессора Марцеллия Ненцкого, изучая чуму крупного рогатого скота, с 1895 года учился в Институте экспериментальной медицины. Некоторое время работал на противочумной станции в Тифлисе, затем с 1899 по 1901 год возглавлял организованную им противочумную станцию в Забайкальской области около Читы. С января 1902 года заведовал противочумной («особой») лабораторией в форте Александр I на острове в районе Кронштадта. Выработал новый метод обработки живых разводок бубонно-чумных бацилл.

### Смерть
Умер от лёгочной формы бубонной чумы, которой заразился во время опытов с заражением животных посредством распыления бактерий в самом конце декабря 1903 года, повелев коллегам документировать развитие его заболевания в научных целях. Оставил несколько работ по чуме крупного рогатого скота. После смерти он завещал кремировать его тело; согласно легенде, его прах хранится в урне в библиотеке Института экспериментальной медицины.